# Melbourne City Baths
De Melbourne City Baths is een openbaar badhuis, kuuroord en zwembad in Melbourne, Australië. Het is ingesloten door de straten Franklin Street, Swanston Street en Victoria Street. Het gebouw staat op het Victorian Heritage Register.

## Geschiedenis
Op 9 januari 1860 opende de Melbourne City Baths om mensen daar te laten baden in plaats van in de vervuilde rivier de Yarra. Wegens gebrek aan onderhoud werd het gebouw gesloten in 1899. Het gebouw werd gesloopt en op 23 maart 1904 werd het huidige gebouw geopend. Dit gebouw werd ontworpen door architect John James Clark.
Het gebouw geeft de maatschappij van die tijd weer door de aanwezigheid van eersteklas- en tweedeklasbaden. Ook is het gebouw zodanig ontworpen dat mannen en vrouwen geheel gescheiden kunnen baden. Sinds 1947 kunnen mannen en vrouwen wel gezamenlijk van de faciliteiten gebruikmaken.